# Bo Johnson Theutenberg
Bo Folke Johnson Theutenberg (* 14. Mai 1942 in Trollhättan) ist ein schwedischer Diplomat und Rechtswissenschaftler.

## Leben
Bo Johnson Theutenberg trat 1962 in die Schwedische Luftstreitkräfte ein und schlug die Offizierslaufbahn ein. Er studierte von 1963 bis 1966 Rechtswissenschaften an der Universität Uppsala. Er war Attaché im Ministerium für auswärtige Angelegenheiten in Stockholm und Berater des Oberbefehlshabers der schwedischen Streitkräfte für Völkerrecht. Er war unter anderem in Moskau, New York und Bagdad tätig. 1972 wurde er an der Universität Stockholm bei Carl August Fleischer zum Doktor der Rechte promoviert. 1976 wechselte er das Außenministerium. 1978 erfolgte die Ernennung in den Rang eines Botschafters.
Er war von 1976 bis 1987 Mitglied der schwedischen Delegation bei der Konferenz über Sicherheit und Zusammenarbeit in Europa. Er nahm zwischen 1980 und 1982 an der Verhandlungen Schwedens mit dem Heiligen Stuhl zur Aufnahme offizieller diplomatischer Beziehungen teil. Als Konferenzteilnehmer für den internationalen Antarktisvertrag setzte er am 10. Januar 1985 die schwedische Flagge am Südpol in der Forschungsstation Scott Amundsen. 2002 und 2004 war er als Mitglied der Delegation des Heiligen Stuhls beim Stockholm International Forum on the Holocaust, einer Kooperation für Gerechtigkeit, Versöhnung und Prävention von Genoziden.
1984 erhielt er einen Ruf auf den Lehrstuhl für Internationales und Diplomatisches Recht an die Universität Stockholm. Besondere Lehr- und Forschungsgebiete sind das muslimische Recht (Scharia) und die Vergleichende Rechtswissenschaft.
Bo Johnson Theutenberg ist Komtur mit Stern des Ritterordens vom Heiligen Grab zu Jerusalem und war von 2003 bis 2007 erster Statthalter der neu errichteten Statthalterei Schweden des Ritterordens vom Heiligen Grab zu Jerusalem. Am 27. März 2012 wurde er vom Kardinal-Großmeister Edwin Frederick O’Brien in das Großmagisteriums des Ritterorden vom Heiligen Grab zu Jerusalem ernannt. Er war zudem Kanzler des Souveränen Malteserordens.
Er hat zahlreiche Schriften über islamisches Recht, internationales Recht, Völkerrecht sowie über schwedische mittelalterliche Geschichte mit Schwerpunkt Christentum veröffentlicht.

## Ehrungen und Auszeichnungen
- Großkreuz des Verdienstordens Pro Merito Melitensi
- Kommandeur des isländischen Falkenordens
- Großkreuz des päpstlichen Ritterordens vom Heiligen Grab zu Jerusalem
- Kommandeur des französischen Ordre national du Mérite
- Komtur des päpstlichen Silvesterordens
- Ehrenprofessor für internationales Recht an der Universität von Jordanien in Amman

## Schriften
- Mare Clausum Et Mare Liberum, Comité arctique international 1981
- Neutrality and modern technology, 1984
- Folkrätt Och Säkerhetspolitik, Norstedt utgiven i samarbete med Kungl Krigsvetenskapsakademien, 1986, ISBN 91-1-867872-6
- Evolution of the Law of the Sea: A Study of Resources and Strategy with Special Regard to the Polar Areas , Tycooly International 1984, ISBN 0-86346-041-0
- The Holy See, the Order of Malta and International Law, Johnny Hagberg and Skara stiftshistoriska sällskap, ISBN 91-974235-6-4
- Doktor Johannes Copp von Raumenthal: Ett livsöde i reformationens spår, Skara stiftshistoriska sällskap 2003
- Från den heliga graven till Västergötland: en berättelse om korsriddarna i Forshem och Västra Tunhem, Skara stiftshistoriska sällskap 2003, ISBN 91-974235-7-2
- From the Holy Sepulcre to Westrogothia: A Story about the Knights in Forshem and Western Tunhem, 2003
- Palestine, Iraq and International Law, B. J. Theutenberg 2003, ISBN 91-631-4097-7
- Mellan liljan och sjöbladet: gamla släkter i Västergötland, Skara stiftshistoriska sällskap 2008, ISBN 91-977365-2-X
- Mellan liljan och sjöbladet: källor, bilagor och register, Skara stiftshistoriska sällskap 2009, ISBN 91-977366-1-9